# Idu dani (1970.)
Idu dani hrvatski je dugometražni igrani film iz 1970. godine redatelja Fadila Hadžića. Za razliku od redateljevih stilski klasičnih prethodnih filmova, Idu dani nastaje pod utjecajem modernizma: apsurdističke drame U očekivanju Godota Samuela Becketta i djelâ zagrebačke škole crtanog filma. Utjecaj Godota očituje se u izostanku uobičajene radnje: protagonist (Ivica Vidović) na seoskom putu stalno iščekuje autobus, dok se susreće s neobičnim prolaznicima i ulazi u raznolike apsurdne situacije, bez tradicionalnog pripovijednog razvoja. Iz zagrebačke animacije film nasljeduje slapstick komediju, karikaturalnu glumu i vizualne gegove, te satiričnu društvenu alegoriju. Jedan od provodnih motiva filma je pjesma Idu dani, prema tekstu srpskog pjesnika Branislava Crnčevića, koju tri puta izvede romski orkestar; pjesma je stekla popularnost i izvan filma.
Idu dani je kritika ocijenila izrazito negativno, kao jedan od najslabijih Hadžićevih filmova.

## Uloge
- Ivica Vidović – protagonist

- Dragutin Dobričanin – prosjak-kockar

- Rade Šerbedžija – redatelj

- Branko Milenković – violinist

- Fahro Konjhodžić – glumac

- Mirko Boman – Englez

- Gordana Les – Engleskinja

- Ljiljana Cincar Danilović – harmonikašica

- Janez Hočevar

- Zoran Longinović

- Milorad Majić

- Vladimir Krstulović

- Darko Čurdo

- Velimir Hitil

- Majda Kohek

- Vanja Aljinović

- Đorđe Vladisavljević